# Карл Ганке
Карл Авґуст Ганке (нім. Karl August Hanke; 24 серпня 1903, Лаубана, Сілезія — імовірно 8 червня 1945, Нова Весь над Попелкоу) — партійний діяч Третього Рейху, гауляйтер (1941—1945), обергруппенфюрер СС (30 січня 1944), останній рейхсфюрер СС (1945).

## Життєпис

### Ранні роки
Батько Ганке працював на залізниці інженером локомотивів, і сім'я хоча і була небагатою, але не бідувала. У Ганке був молодший брат, який загинув під час Першої світової війни. Чотири роки Карл відвідував народну школу в Лаубані, а в 1914-му вступив до гімназії.
7 серпня 1920 року Ганке вступив в Рейхсвер добровольцем-строковиком. Проходив службу в 19-му піхотному полку, дислокованому поблизу Франкфурта-на-Одері. Звільнившись з армії в серпні 1921 року, Ганке вступив до борошномельного технікуму в Діппольдісвальде і після його закінчення, в 1923 році, один рік пропрацював у залізничному депо рідного Лаубана і на мукомольному виробництві. Після цього він протягом трьох років працював керуючим на різних млинах в Сілезії, Баварії і в Тіролі.
У 1928 році Ганке закінчив Професійно-педагогічний інститут в Берліні і поступив на роботу в училище в Штегліці як майстер-мельник.

### Кар'єра в націонал-соціалістичному русі

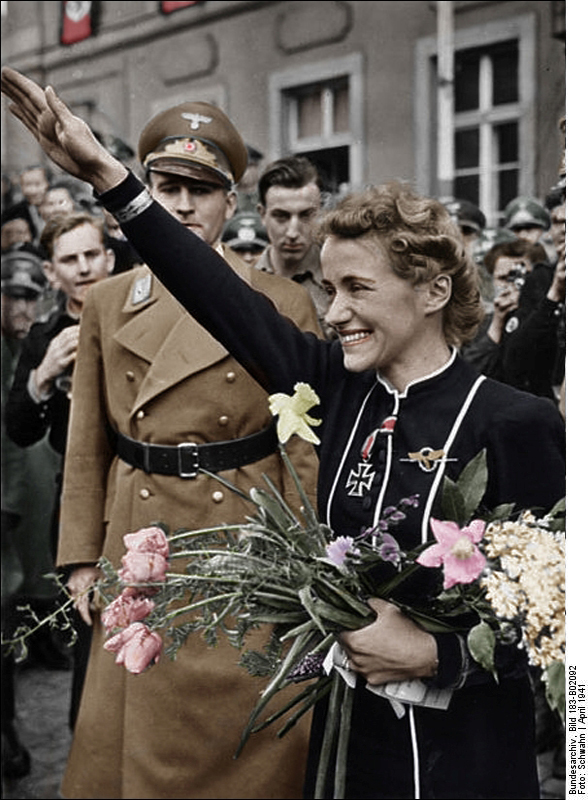
Карл Ганке поруч з Ганною Райч, Гіршберг, квітень 1941

1 листопада 1928 року вступив в НСДАП (квиток № 102 606), а в 1929 році — в СА. До 1931 року числився в резерві СА. З 1931 року працював орстгруппенляйтером, потім крайсляйтером Західного Берліна. З 1932 року був керівником з організаційних питань в гау Берлін і найближчим співробітником гауляйтера Йозефа Геббельса.
24 квітня 1932 року був обраний членом ландтагу Пруссії, а 6 листопада 1932 року — депутатом рейхстагу від округу Потсдам; працював гауптамтсляйтером в Імперському управлінні пропаганди НСДАП.
У березні 1933 року був призначений особистим референтом і секретарем міністра народної освіти і пропаганди Геббельса. 15 лютого 1934 вступив в СС (квиток № 203 103) та 1 червня 1934 отримав звання штурмбанфюрера. З 15 січня 1937 був віце-президентом Імперської палати культури. З квітня 1934 року — міністеріальдіректором, з лютого 1938 року — статс-секретарем міністерства народної освіти і пропаганди.
У 1939 році вступив на військову службу, в складі військ СС брав участь в Польській кампанії. Підтримував близькі зв'язки з дружиною Геббельса Магдою, вимагав відставки міністра під час скандалу в зв'язку з його відносинами з чеської актрисою Лідою Бааровою. З лютого 1941 року — гауляйтер і обер-президент Нижньої Сілезії. З 16 листопада 1942 року — імперський комісар оборони Нижньої Сілезії. З 1943 по 21 червня 1944 року очолював Центральне управління Імперського міністерства озброєнь і боєприпасів.
На початку 1945 року організував евакуацію цивільного населення з областей, які опинилися в прифронтовій зоні, в тому числі евакуював з Бреслау близько 250 000 осіб. Дії Ганке були високо оцінені Гітлером. Коли 16 лютого 1945 Бреслау був оточений, Ганке разом з генералом Германом Нігофом очолив оборону міста.
29 квітня 1945 Гітлер, який звинуватив Гіммлера в державній зраді, в своєму політичному заповіті призначив Ганке рейхсфюрером СС і начальником німецької поліції. Під цим приводом 5 травня 1945 року, переодягнувшись у форму унтер-офіцера військ СС, Ганке покинув оточений радянськими військами Бреслау на літаку «Fieseler Storch». Перед цим він відхилив прохання військового коменданта генерала Германа Нігофа і священиків обох конфесій про здачу міста, яке перебувало в безвихідному становищі. Однак вже 6 травня місто капітулювало.

### Після війни
Достовірних відомостей про смерть Ганке немає. Є версія, що, потрапивши в полон, він був убитий чеськими наглядачами при спробі до втечі.

## Оцінка
В своєму щоденнику (запис від 4 березня 1945) Йозеф Геббельс так охарактеризував Ганке: «Якби всі наші гауляйтери на Сході були такими і працювали так, як Ганке, то наші справи йшли б краще, ніж вони йдуть в реальності. Ганке — видатна постать серед наших гауляйтерів, що діють на Сході.»

## Нагороди[3]
- Почесний кут старих бійців
- Кільце «Мертва голова»
- Почесна шпага рейхсфюрера СС
- Німецький Олімпійський знак 1-го класу (1936)
- Німецький кінний знак у сріблі (1938)

### Друга світова війна
- Чорний нагрудний знак «За поранення» (1939)
- Залізний хрест 2-го і 1-го класу (1940)
- Нагрудний знак «За танкову атаку» в сріблі (1940)
- Золотий почесний знак Гітлер'югенду з дубовим листям
- Хрест Воєнних заслуг 2-го і 1-го класу з мечами і без мечів
- Золотий партійний знак НСДАП
- Знак гау
- Медаль «За вислугу років в НСДАП» в бронзі і сріблі (15 років)
- Медаль «За вислугу років у СС» 4-го, 3-го і 2-го класу (12 років)
- Німецький Орден (№ 9; 12 квітня 1945) — за оборону фортеці Бреслау.